# Tanybelus
Tanybelus Simon, 1902 è un genere di ragni appartenente alla famiglia Salticidae.

## Distribuzione
L'unica specie nota di questo genere è stata rinvenuta in alcune località del Venezuela.

## Tassonomia
A maggio 2010, si compone di una specie:
- Tanybelus aeneiceps Simon, 1902[2] — Venezuela